# Valérie Bénaïm
Pour les articles homonymes, voir Bénaïm.
Valérie Benaïm, née le 30 août 1969 à Casablanca, au Maroc, est une animatrice de radio et télévision, journaliste et romancière française.

## Biographie

### Origines familiales
Valérie Anna Benaïm naît à Casablanca, au sein d’une famille juive marocaine et espagnole. Sa mère Carmen est née en Espagne et son père Prosper, assureur, est né à Casablanca. Elle est la sœur de l'ingénieur du son Laurent Benaïm.

### Carrière

#### 1992-2004: formation puis TF1 et LCI
Après avoir suivi un cursus de classe préparatoire aux grandes écoles littéraires, Valérie Benaïm intègre l'École supérieure de journalisme de Paris dont elle sort diplômée en 1992.
Elle commence sa carrière comme journaliste radiophonique sur Fun Radio, elle y anime les flashs info, notamment dans les matinales d'Arthur puis de Cauet (1991 à 1994).
Elle anime durant la saison 1998-1999 Le Journal de la culture sur la chaîne d'information LCI, en remplacement de Daniela Lumbroso.
Sur TF1, elle présente plusieurs émissions de divertissement comme Défense d'Entrer, Drôle de zapping, L’Émission des Records et co-présente aux côtés de Christophe Dechavanne : Les 100 plus grands…, le magazine « people » Exclusif avec Frédéric Joly et En Direct Ce Soir avec Guillaume Durand.
Elle co-anime Millenium, la journée de mobilisation de TF1 à l'occasion du passage à l'an 2000. Elle est chroniqueuse dans Y'a pas photo présentée par Pascal Bataille et Laurent Fontaine et en présente la suite estivale Photos de Vacances. Elle co-présente Célébrités avec Stéphane Bern.

#### 2004-2011: France Télévisions, Fox Life, Direct 8,13eRue, Virgin 17
Après dix années sur TF1, elle quitte le groupe en septembre 2004 pour rejoindre France 3 afin d'animer le talk-show J'y vais... j'y vais pas ? à partir du 6 septembre 2004 en remplacement d'Évelyne Thomas et de son émission à succès C'est mon choix. L'émission ne séduit pas les téléspectateurs et est supprimée le 17 décembre 2004. Valérie Benaïm présente alors une deuxième émission sur France 3, le 29 août 2005, intitulée Jules et les Filles, laquelle se solde par un échec d'audience et une déprogrammation le 30 septembre 2005.
En 2006, l'animatrice quitte le service public et rejoint la chaîne thématique Fox Life, où elle anime plusieurs « pastilles » éditoriales sur des thèmes de société. En 2007, elle revient sur France 3 pour La Grande Illusion, émission de divertissement à base de caméras cachées.
En mars 2008, elle rejoint Direct 8 pour une nouvelle émission-jeu intitulée Culture VIP. De septembre 2008 à juillet 2009, elle est chroniqueuse dans l'émission Morandini ! sur Direct 8. L'année suivante, elle rejoint 13e Rue où elle présente L'instant T. Magazine de société évoquant le moment où tout bascule dans la vie d'un quidam. Elle présente la même année sur Virgin 17, l'émission Face à l'étrange axée sur des personnalités au comportement étrange et hors du commun ou des événements surnaturels et spectaculaires[réf. nécessaire].

#### Depuis 2012: D8, Europe 1, D17, C8
Le 15 novembre 2012, après avoir participé en tant qu'invitée à l'émission Touche pas à mon poste !, elle intègre l'équipe de chroniqueurs de Cyril Hanouna sur D8, dès le 19 novembre 2012. Du 25 février 2013 au 4 mars 2013, durant la semaine du salon de l'agriculture, elle anime une émission pour la chaîne Terre d'infos.
À partir du 22 mars 2013, elle anime seule et en première partie de soirée l'émission Les Maîtres de l'humour sur D8.
À partir du 26 août 2013, elle devient chroniqueuse dans l'émission de radio présentée par Cyril Hanouna Les Pieds dans le plat qui est diffusée sur Europe 1. Le 13 décembre 2013, elle anime le prime-time On chante tous Disney avec Camille Combal sur D8. Le programme réunit presque 1 million de téléspectateurs (994 000) pour 4,3 % de part de marché et 7 % sur les ménagères.
Le 27 décembre 2013, elle anime le prime-time 2013 Au poste avec Énora Malagré sur D8. Le programme réunit presque 1 million de téléspectateurs (966 000) pour 3,9 % de part de marché.
Le 10 mars 2014, elle présente la neuvième édition des Globes de cristal sur D17.
Le 4 avril 2014, elle présente un best-of de Domino Day sur D8. L'émission de divertissement obtient 752 000 téléspectateurs pour 3,2 % de Part de marché. Lors de sa rediffusion, le 1er novembre 2014, l'émission obtient un résultat d'audience supérieur avec 782 000 téléspectateurs, réalisant une part de marché de 3,5 %.
En octobre 2015 elle présente Le Grand Match spécial TPMP et en novembre 2015, elle présente Le Grand Match spécial Tubes des années 1980, succédant à Julien Courbet.
Le 29 décembre 2015, elle présente 2015 Au poste sur D8 avec les chroniqueurs de Touche pas à mon poste !. Le programme réunit 687 000 téléspectateurs, pour 3,1 % de part de marché, en 2015.
Dans l'émission Les Pieds dans le plat, elle est chroniqueuse mais elle remplace parfois Cyril Hanouna à la présentation.
À compter du 18 juin 2018 sur C8, elle reprend la présentation de C'est que de la télé ! (produite par Cyril Hanouna) à la suite du départ de Julien Courbet sur M6.
Elle présente Qui sera le génie de la recup' ?, une émission enregistrée en juin 2016 et diffusée en première partie de soirée sur C8 le 27 juillet 2018.
À partir du 28 mai 2019, elle présente et anime Enquêtes Paranormales sur C8, une émission consacrée aux mystères, malédictions, et autres phénomènes paranormaux et inexplicables.

#### 2023: Arrivée sur i24NEWS
Le 8 janvier 2023, elle rejoint la chaîne d'informations i24NEWS où elle anime l'émission Le Goût des autres, sans pour autant quitter C8.

### Autres présences médiatiques
En 2009, elle participe au Rallye des Princesses avec Hermine de Clermont-Tonnerre.
Le 15 septembre 2012, elle participe au concert Leurs Voix pour l'Espoir à l'Olympia pour lutter contre le cancer. Elle chante aux côtés de Baptiste Giabiconi, Élisa Tovati, Natasha St-Pier, Mickaël Miro et Christophe Beaugrand.
Le 8 mars 2013, elle participe au Grand Concours des animateurs sur TF1. Elle arrive en finale du jeu mais perd face à Estelle Denis.
Le 26 avril 2013, elle participe au Tournoi de poker sponsorisé par BlackHatProTools, Live Deepstack Series au Casino Barrière de Deauville.
Le 22 août 2016, elle annonce l'ouverture de son blog Les instantanés de Valérie Benaim où elle transmet ses préférences concernant la mode, les voyages, la déco, les loisirs et la beauté, accompagné d'une lettre d'information.
En 2020, elle fait une apparition dans la série Validé de Franck Gastambide, avec toute l'équipe de TPMP, où elle y interprète son propre rôle de chroniqueuse de l'émission.

### Livres
En 2005, elle participe au recueil Fais-moi ta déclaration (Belem) qui rassemble dix nouvelles afin d'illustrer les droits de l'enfant.
En 2005, elle cosigne avec l'historien Jean-Claude Hallé La Rose de Stalingrad qui relate le destin de Lily Litvak, jeune fille russe, pilote de chasse pendant la Seconde Guerre mondiale. Le roman se vend à 14 000 exemplaires.
En 2009, elle cosigne avec Yves Azeroual Carla Bruni-Sarkozy, la véritable histoire (Archipoche).
En 2019, elle publie Kiffeuse en série - Chercher en chaque chose un petit rayon de soleil ! (Éditions First).

### Engagement caritatif
Le 2 mai 2016, elle devient la marraine de l'association Juste Humain qui tente d'apporter de l’art et la culture aux enfants hospitalisés souffrant de maladies graves,.
Valérie Benaïm dessine une dizaine d'item vestimentaires pour la marque Max & Moi pour une collection capsule appelée « Max & Moi vu par Valérie Bénaïm », dont une partie des bénéfices est reversée à l'association Juste Humain dont elle est marraine. Le 20 octobre, une soirée de lancement est organisée dans l'un des magasins de la marque, et l'animatrice a compté sur le soutien de nombre de ses amis, dont Anggun, Michèle Laroque, Estelle Denis, Géraldine Maillet, Isabelle Morini-Bosc, Rokhaya Diallo, Pierre Ménès, Paul Belmondo, Stéphanie Loire, Émilie Besse, Shera Kerienski, Clio Pajczer, Sonia Mabrouk.

### Vie privée
Elle a été mariée, en 1999, avec le producteur Olivier Hallé avec lequel elle a eu un enfant prénommé Tom. Laurent Fontaine est son témoin lors de son mariage. Depuis 2012, elle vit en couple avec Patrice, un cadre dans une entreprise de communication.

## Polémiques et prise de position
Elle s'est indignée des paroles du rappeur Freeze Corleone à la suite de son clip controversé Freeze Raël sur l'album La Menace Fantôme après sa sortie en septembre 2020, puis s'est expliquée avec un fan du rappeur avant que la situation ne s'apaise après ses explications données dans l'émission Touche pas à mon poste de Cyril Hanouna,,.
Dans ce contexte particulier, Valérie Benaïm faisait également l'objet d’agressions verbales multiples sur les réseaux sociaux. En décembre 2020, un homme est condamné à deux mois de prison avec sursis pour avoir proféré des menaces et des insultes à l'encontre de l'animatrice.

## Résumé de carrière médiatique

### Parcours en radio
- Début des années 1990 : journaliste Radio France Auxerre[28],[29]
- 1993-1997 : présentatrice de bulletins d'informations sur Fun Radio
- 2000-2001 : animatrice de l'émission Éclats de Vie sur RTL[réf. nécessaire]
- 2002-2004 : animatrice dans l'émission Planet Arthur sur Fun Radio, avec Arthur et Manu Levy[réf. nécessaire]
- 2007 : co-animatrice de la matinale Debout Les Chéries sur Chérie FM, avec Alexandre Debanne
- 2010 : chroniqueuse dans l'émission On va s'gêner sur Europe 1, avec Laurent Ruquier
- 2013-2016 : chroniqueuse dans l'émission Les Pieds dans le plat sur Europe 1, avec Cyril Hanouna, le remplaçant à la présentation quand il s'absente.
- 2024-2025 : chroniqueuse dans l’émission On marche sur la tête présentée par Cyril Hanouna sur Europe 1

### Émissions de télévision

#### Animatrice
- 1995 : Cinémascope sur MCM
- 1996-1999 : La Culture Aussi sur LCI (remplacement)
- 1998-1999 : Y'a pas photo sur TF1
- 1999 : Photos de vacances sur TF1
- 2001 : Le journal de la culture sur LCI
- 2002 : L'émission des records sur TF1
- 2004 : J'y vais... j'y vais pas ? sur France 3
- 2005 : Jules et les Filles sur France 3
- 2007 : La Grande Illusion sur France 3
- 2008 : Culture VIP sur Direct 8
- 2010 : L'instant T sur 13e rue
- 2010 : Face à l'étrange sur Virgin 17
- Du 25 février 2013 au 4 mars 2013 : Mag pour le Salon international de l'agriculture sur Terre d'infos
- 2013-2014 : Joker de Cyril Hanouna à la présentation de Touche pas à mon poste ! sur D8
- 2013-2014 : Les Maîtres de l'humour sur D8
- 10 mars 2014 : Les Globes de cristal sur D17
- 2014 : Domino Day sur D8
- 2015 : Touche pas à mon poste même l'été sur D8
- 2015-2016 : Le Grand Match sur D8
- 2015 : 2015 au poste sur D8
- 2017 : Les enquêtes de TPMP ! sur C8
- 2018 : Joker de Julien Courbet à la présentation de C'est que de la télé ! sur C8
- 2018-2020: C'est que de la télé ! sur C8
- 2018 : Qui sera le génie de la récup ? sur C8
- Décembre 2018 et novembre 2021 : Joker de Cyril Hanouna à la présentation de Touche pas à mon poste ! sur C8
- 2019 : La Vérité si je mange sur C8
- 2019 : En quête de famille sur C8
- Depuis 2019 : Enquêtes paranormales sur C8
- Septembre 2020 : À prendre ou à laisser sur C8
- 2020 : TPMP Week-end sur C8
- 2021 : Le 6 à 7 avec Montiel sur C8 : remplacement de Bernard Montiel
- 2022 : TPMP XXL sur C8 : prime-time les jeudis
- 2022-2023 : Le 6 à 7 sur C8 : présentatrice une fois par semaine
- Depuis 2023 : Le Goût des autres sur i24NEWS
- 2023-2025 : Droits d'auteurs sur C8
- 2024 : PAF sur C8, en remplacement de Pascale de La Tour du Pin

#### Co-animatrice
- 1999-2000 : En direct ce soir sur TF1 avec Guillaume Durand
- 1999-2002 : Défense d'entrer sur TF1 avec Thomas Hugues
- 1999 : Millenium sur TF1
- 2000-2001 : Célébrités sur TF1 avec Stéphane Bern
- 2001-2002 : Exclusif sur TF1 avec Frédéric Joly
- 2002-2003 : Personne n'est parfait sur TF1 avec Arthur
- 2003-2004 : Les 100 plus grands... sur TF1 avec Christophe Dechavanne
- 2004 : Star Academy au Parc des Princes sur TF1 avec Nikos Aliagas
- mai 2008 : Concert pour la paix sur NRJ Paris, avec Arthur
- 2 décembre 2011 : Téléthon sur France 2, avec Damien Thévenot
- 28 décembre 2012 : Quand on n'a que l'humour sur TV5 Monde, avec David Saada
- Novembre 2013 : remplace ponctuellement Ariane Massenet avec Camille Combal dans Est-ce que ça marche ? sur D8
- 13 décembre 2013 : On chante tous Disney sur D8 avec Camille Combal
- 27 décembre 2013 : 2013 au poste sur D8 avec Enora Malagré
- 30 mai 2014 : Les animaux du poste sur D8 avec Jean-Luc Lemoine
- 2016 : C'est pour nous, c'est cadeau sur D8 avec Cyril Hanouna
- 2017 : Dites-le à Baba ! sur D8 avec Cyril Hanouna
- 2019 : La vérité si je mange sur C8 avec Jean-Michel Cohen

#### Chroniqueuse
- 1997-1998 : Y'a pas photo sur TF1
- 2008-2009 : Morandini ! sur Direct 8
- 2012-2025 : Touche pas à mon poste ! sur D8, puis C8 puis TPMP
- 2013 : Le Grand 8 sur D8
- 2020 : Ce soir chez Baba ! sur C8
- 2020 : Allô Baba sur C8
- 2020 : C que du kif sur C8
- 2024 : Face à Hanouna sur C8

#### Éditorialiste
- 2006 : FOX life

## Résumé de carrière artistique

### Publications
- 2005 : La Rose de Stalingrad avec Jean-Claude Hallé (Flammarion)
- 2009 : Carla Bruni-Sarkozy, la véritable histoire avec Yves Azeroual (Archipoche)
- 2019 : Kiffeuse en série (Éditions First)
- 2022 : Jean-Pierre Bacri : Le Bougon Gentilhomme avec Sandra Freeman (Éditions de l'Archipel)
- 2024 : Il n'est pas celui que vous croyez : Ces femmes amoureuses de tueurs en série, Documents Fayard, 2024.

### Théâtre
- 2012 : Les Aventures de Tolu, le petit écolo de Karen Taïeb, mise en scène de Katia Lewkowicz au Petit Théâtre des Variétés

## Distinctions
En juin 2015, Valérie Benaïm a été élue 2e chroniqueuse préférée du public avec 37 % des voix dans un sondage de Télé 2 semaines, juste derrière Anne-Élisabeth Lemoine.
Le 3 juillet 2016, le blog médias TV Scan la nomme « chroniqueuse média de l'année » avec 44 % des suffrages, devant Anne-Élisabeth Lemoine, 38 %, Leïla Ben Khalifa , 15 % et Nadia Daam, 5 %.
Dans un baromètre, publié le 7 avril 2017 par L’Argus de la presse, elle est la troisième présentatrice télé la plus influente sur Twitter, derrière Enora Malagré et Élise Lucet.
Récompensée par les Awards Télé-Loisirs 2019, élue meilleure animatrice de l'année.
Les TV Notes 2019 du site Internet Pure Médias ont élu l'émission C'est Que De La Télé qu'elle anime, meilleur magazine de société de la saison.